# Camanena
Camanena (em latim: Chamanena; em grego clássico: Χαμμανηνή; romaniz.: Chammanenḗ) é uma região história da Capadócia, na Turquia, adjacente à Galácia ao norte e oeste. Foi mencionada por Ptolemeu, Estrabão (Geografia 12.1.4) e Basílio de Cesareia (carta 83). O distrito pode ter tido suas origens como prefeitura criada por Arquelau da Capadócia durante os tempos helenísticos e deu seu nome ao distrito moderno de Camane.